# Wassermusik (Händel)

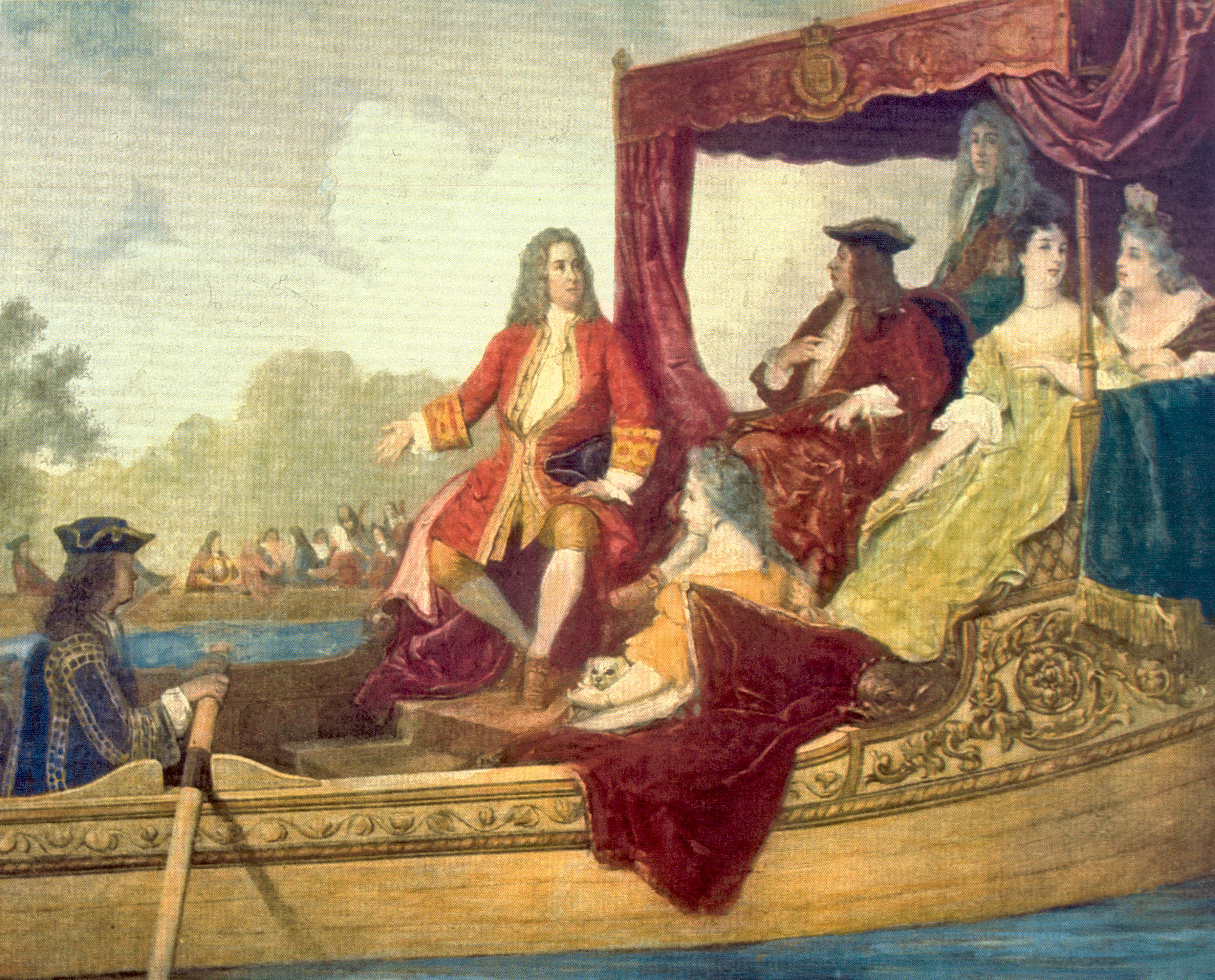
Händel (in der Mitte) mit Georg I. während der Bootsfahrt auf der Themse. Links im Hintergrund die Musikanten auf einem weiteren Boot. Gemälde von Edouard Jean Conrad Hamman (1819–1888).

Die Wassermusik (Water Music, HWV 348, 349 und 350) von Georg Friedrich Händel (1685–1759) ist eine Sammlung von drei Suiten mit Ouvertüre und einundzwanzig Tanzsätzen mit repräsentativem Charakter. Sie untermalte eine Lustfahrt des englischen Königs Georg I. am 17. Juli 1717 auf der Themse. Georg I. zeigte sich von der Musik derart angetan, dass er das Werk und einzelne Stücke daraus mehrfach wiederholen ließ.

## Übersicht
Die folgende Tabelle gibt die 22 Sätze der Wassermusik wieder, die Samuel Arnold 1788 in dem Band der unvollständig gebliebenen Gesamtausgabe sowie auch Friedrich Chrysander 1886 lieferte. Sie entspricht dem noch immer aktuellen Forschungsstand von 2004 und weicht damit von der weit verbreiteten Einteilung in drei Suiten, die sich auch in den HWV-Nummern widerspiegelt, ab. Trotzdem führt die Tabelle diese heute überholte, aber häufig zu findende Einteilung in drei Suiten zur leichteren Orientierung auf. Weitere Informationen zur Reihenfolge der Sätze befinden sich in dem Abschnitt zur Überlieferung.
| Nr. | HWV    | Titel              | Tonart | Besetzung                                         | Suite           | Besetzung                                                                                   |
| --- | ------ | ------------------ | ------ | ------------------------------------------------- | --------------- | ------------------------------------------------------------------------------------------- |
| 1   | 348/1  | Ouverture          | F      | 2 Hörner, 2, Oboen, Fagott, Streicher             | Suite 1 Nr. 1   | 2 Oboen, Streicher, Bassi (Fagott, Violoncello, Kontrabass, Cembalo)                        |
| 2   | 348/2  | Adagio e staccato  | d      | Oboen, Streicher                                  | Suite 1 Nr. 2   | 2 Oboen, Streicher, Bassi (Fagott, Violoncello, Kontrabass, Cembalo)                        |
| 3   | 348/3  | [ohne Bezeichnung] | F      | 2 Hörner, 2 Oboen, Fagott, Streicher              | Suite 1 Nr. 3   | 2 Hörner, 2 Oboen, Fagott, Streicher, Cembalo                                               |
| 4   | 348/4  | Andante            | d      | 2 Oboen, Fagott, Streicher                        | Suite 1, Nr. 4  | 2 Oboen, Fagott, Streicher, Cembalo                                                         |
| 5   | 348/5  | Allegro            | F      | 2 Hörner, 2 Oboen, Streicher                      | Suite 1, Nr. 5  | 2 Hörner, 2 Oboen, Streicher, Bassi (Fagott, Violoncello, Kontrabass, Cembalo)              |
| 6   | 348/6  | Air                | F      | 2 Hörner, 2 Oboen, Streicher                      | Suite 1, Nr. 6  | 2 Hörner, 2 Oboen, Streicher, Bassi (Fagott, Violoncello, Kontrabass, Cembalo)              |
| 7   | 348/7  | Minuet             | F      | 2 Hörner, 2, Oboen, Fagott, Streicher             | Suite 1, Nr. 7  | 2 Hörner, 2 Oboen, Streicher, Bassi (Fagott, Violoncello, Kontrabass, Cembalo)              |
| 8   | 348/8  | Bourée             | F      | 2 Oboen, Fagott, Streicher                        | Suite 1, Nr. 8  | 2 Oboen, Streicher, Bassi (Fagott, Violoncello, Kontrabass, Cembalo)                        |
| 9   | 348/9  | Hornpipe           | F      | 2 Oboen, Fagott, Streicher                        | Suite 1, Nr. 9  | 2 Oboen, Streicher, Bassi (Fagott, Violoncello, Kontrabass, Cembalo)                        |
| 10  | 348/10 | [ohne Bezeichnung] | d      | 2 Oboen, Fagott, Streicher                        | Suite 1, Nr. 10 | Streicher, Bassi (Fagott, Violoncello, Kontrabass, Cembalo)                                 |
| 11  | 349/11 | [ohne Bezeichnung] | D      | 2 Trompeten, 2 Hörner, 2 Oboen, Fagott, Streicher | Suite 2, Nr. 11 | 2 Trompeten, 2 Hörner, 2 Oboen, Fagott, Bassi (Violoncello, Kontrabass, Cembalo)            |
| 12  | 349/12 | [ohne Bezeichnung] | D      | 2 Trompeten, 2 Hörner, 2 Oboen, Fagott, Streicher | Suite 2, Nr. 12 | 2 Trompeten, 2 Hörner, 2 Oboen, Fagott, Bassi (Violoncello, Kontrabass, Cembalo)            |
| 13  | 350/16 | [ohne Bezeichnung] | G      | Traversflöte, Streicher                           | Suite 3, Nr. 16 | Traversflöte, Streicher, Bassi (Violoncello, Kontrabass, Cembalo)                           |
| 14  | 350/17 | [ohne Bezeichnung] | G      | Traversflöte, Streicher                           | Suite 3, Nr. 17 | Traversflöte, Streicher, Bassi (Violoncello, Kontrabass, Cembalo)                           |
| 15  | 350/18 | [ohne Bezeichnung] | g      | Traversflöte, Streicher                           | Suite 3, Nr. 18 | Traversflöte, Streicher, Bassi (Violoncello, Kontrabass, Cembalo)                           |
| 16  | 349/14 | Lentement          | D      | 2 Trompeten, 2 Hörner, 2 Oboen, Fagott, Streicher | Suite 2, Nr. 14 | 2 Trompeten, 2 Hörner, 2 Oboen, Fagott, Streicher, Bassi (Violoncello, Kontrabass, Cembalo) |
| 17  | 349/15 | [ohne Bezeichnung] | D      | 2 Trompeten, 2 Hörner, 2 Oboen, Fagott, Streicher | Suite 2, Nr. 15 | 2 Trompeten, 2 Hörner, 2 Oboen, Streicher, Bassi (Violoncello, Kontrabass, Fagott Cembalo)  |
| 18  | 350/19 | Menuet             | g      | Streicher                                         | Suite 3, Nr. 19 | Streicher, Bassi (Violoncello, Kontrabass, Fagott Cembalo)                                  |
| 19  | 350/20 | [Menuet 2]         | g      | Sopranino, Streicher                              | Suite 3, Nr. 20 | Piccolo, Streicher, Bassi (Violoncello, Kontrabass, Fagott Cembalo)                         |
| 20  | 350/21 | [ohne Bezeichnung] | g      | Sopranino, Streicher                              | Suite 3, Nr. 21 | Piccolo, Streicher, Bassi (Violoncello, Kontrabass, Fagott Cembalo)                         |
| 21  | 350/22 | [ohne Bezeichnung] | G      | Fagott, Streicher                                 | Suite 3, Nr. 22 | Streicher, Fagott, Bassi (Violoncello, Kontrabass, Cembalo)                                 |
| 22  | 349/13 | Menuet             | D      | 2 Trompeten, 2 Hörner, 2 Oboen, Fagott, Streicher | Suite 2, Nr. 13 | 2 Trompeten, 2 Hörner, 2 Oboen, Fagott, Streicher, Bassi (Violoncello, Kontrabass, Cembalo) |

Friedrich Chrysander zieht in seiner Ausgabe von 1886 die beiden Sätze HWV 348/4 und HWV 348/5 als (Allegro)-Andante zusammen, wobei nach dem Andante das Allegro mit der Angabe da capo wieder aufgegriffen wurde. Ebenso fasst er die Sätze HWV 350/17 und HWV 350/18 als Aria (Allegro) und HWV 350/19 und HWV350/20 als Menuett (Menuett) zusammen. Oft ist auch, z. B. auch wie bei Eulenburg, die Satzbezeichnung Rigaudon für HWV 350/17 zu finden. Außerdem zieht die Edition Eulenburg die Sätze HWV 350/21 und 350/22 unter dem Namen Country Dance zusammen.

## Bericht desDaily Courantvom 19. Juli 1717
“On Wednesday Evening, at about 8, the King took Water at Whitehall in an open Barge, wherein were Dutchess of Bolton, The Dutchess of New Castle, the Countess of Godolphin, Madam Kilmaseck, and the Earl of Orkney. And went up the River towards Chelsea. Many other of Barges with Person of Quiatly attended, and so the great Number of Boats, that the whole River in a manner was couver’d; a City Company’s Barge was employ’d for the Musick, wherein were 50 Instruments of all sorts, Who play’d all the Way from Lambeth (while the Barges drove with the Tide without Rowing, as far as Chelsea) the finest Symphonies, compos’d express for this Occasion, by Mr Hendel: which his Majesty liked so well, that he caus’d it to be plaind over three times in going and returning. At Eleven his Majesty went ashore at Chelsea, where a Supper was prepar'd, and then there wa another very fine Consort of Musick, which lasted till 2; Majesty came again into his Barge, and return'd the same Way, the Musick continuing to play till he landed.”

„Am Mittwochabend, ungefähr um acht, begab sich der König bei Whitehall in eine offene Barke, in der die Herzogin von Bolton, die Herzogin von New Castle, die Gräfin von Godolphin, Madame Kilmasegg und der Graf von Orkney waren, auf eine Bootsfahrt. Und sie fuhren flussaufwärts nach Chelsea. Viele andere Barkassen mit Personen hohen Ranges nahmen daran teil, die Zahl der Boote war so groß, dass geradezu der ganze Fluss bedeckt war. In einem Schiff der Stadtgilde spielten die Musiker, die über 50 Instrumente jeglicher Art verfügten. Sie spielten den ganzen Weg von Lambeth (während die Boote mit der Strömung ohne Rudern nach Chelsea trieben) die schönsten, besonders für diesen Anlass von Mr. Händel komponierten Sinfonien, welche Seiner Majestät derart gefielen, dass sie auf dem Hin- und Rückweg dreimal wiederholt werden mussten. Um elf ging Seine Majestät in Chelsea an Land, wo ein Abendmahl zubereitet wurde und es sodann eine weitere Musikbegleitung gab, die bis 2 Uhr andauerte; Seine Majestät bestieg wieder Seine Barke und legte den gleichen Weg zurück, während die Musik durchgehend erklang, bis sie an Land gingen.“

## Orchesterbesetzung
Zwei Flöten, zwei Oboen, Fagott, zwei Hörner, zwei Trompeten, zwei Solo-Violinen, Streicher.
Händels Wassermusik ist als Freiluftmusik geschrieben, was eine starke Orchesterbesetzung mit Hörnern und Trompeten nötig machte. Zeitzeugen, wie auch der oben zitierte Zeitungsartikel des Daily Courant, sprachen von einem Orchester mit fünfzig Musikern. Friedrich Bonet, ein Gesandter des preußischen Königs Friedrich, der den Baron Kielmansegg während der Themsefahrt begleitete, berichtet von Hörnern, Trompeten, Traversflöten („des flutes allemandes“), Blockflöten („des flutes françaises à bec“), Violinen und Bässen. Dass bei der Aufführung auf der Themse neben den Bässen (Violoncelli und Kontrabässe) auch ein Cembalo den Continuo-Part mitgespielt hat, gilt als wenig wahrscheinlich. In frühen Quellen ist auch kein bezifferter Bass zu finden. Vermutlich wurde der Bass wie notiert von Fagott, Violoncelli und Kontrabässen gespielt. Die Bezifferung des Basses und somit der Einsatz vom Cembalo als Continuo-Instrument stammt wahrscheinlich aus der Praxis, die Wassermusik nicht mehr als Freiluftmusik, sondern als Konzertstück oder Theatermusik zu verwenden. Hans Ferdinand Redlich schrieb dazu in der Gesamtausgabe aus den 1960er Jahren: „Der Freiluft-Charakter der ganzen Water Music legt nahe, daß ursprünglich Continuo-Instrumente nicht mitgewirkt haben können. Auch dürften Cembali auf einer flussabwärts gleitenden Barke kaum zu hören gewesen sein. Von der späteren Firework Music wissen wir, dass Händel sie für die Zwecke einer normalen Konzertaufführung umarbeitete. Es ist daher anzunehmen, daß zumindest Teile der Water Music unter Händels Leitung späterhin im Konzertsaal mit Continuo-Unterstützung erklungen sind. Daß sich dieser Continuo hauptsächlich auf die von den Streichern ausgeführte Partien beschränkt haben wird und bei den solistischen Bläserepisoden ganz im Wegfall kam, liegt auf der Hand. […] Auch ist die Authentizität seiner Bezifferung ganz ungesichert, da kein komplettes Autograph vorliegt.“
Häufig kommen dagegen zusätzlich Pauken zum Einsatz, welche in der Partitur allerdings nicht notiert sind. Ihr Einsatz ebenso wie die Verwendung von Trompeten und Hörnern und auch die eröffnende Ouvertüre mit der Folge langsam-schnell unterstreichen den repräsentativen Charakter von Händels Wassermusik. Hörner waren vermutlich die Lieblingsinstrumente von George I. Ihren Klang liebte er als passionierter Jäger. Hingegen treten Trompeten traditionellerweise als Repräsentanten der Königswürde auf. Unter dem Aspekt der Freiluftmusik betrachtet, ist der immer wiederkehrende Kontrast zwischen Hörnern und Trompeten in den Sätzen, die unter HWV 349 zusammengefasst sind, kein Kontrast zwischen laut und leise, sondern zwischen verschiedenen Klangfarben. Der Einsatz von Traversflöten war zu Beginn des 18. Jahrhunderts in England sehr selten. Die Verwendung in Händels Wassermusik gilt als die früheste englische Komposition für dieses Instrument. Da Traversflöte und Blockflöte an offener Luft klanglich nicht gut zu hören sind, vermutet Siegbert Rampe, dass ihre Partien durch Hörner, Trompeten, Oboen oder Fagott verstärkt wurden.

## Überlieferung
Im September 1714 wurde der Kurfürst Georg Ludwig von Hannover auf Grund der britischen Thronnachfolgeregelung britischer König, George I. Um seine Popularität beim Volk zu steigern, führte der neue König erstmals im Sommer 1715 Wasserfahrten auf der Themse zwischen Whitehall und Chelsea durch. Laut der Zeitung Weekly Packet erklang dabei auch Musik. Bei einer weiteren Fahrt am 5. Juli 1716 soll Musik von zwei Orchestern auf verschiedenen Schiffen gespielt worden sein. Ob Händels Musik dabei erklang, ist nicht überliefert. Erst der oben zitierte Bericht des Daily Courant erwähnt Händel als Dirigent und Komponisten einer solchen, eigens für den Anlass komponierten Unterhaltungsmusik. Verbreitet ist auch die Annahme, dass die Musik auch bei einer königlichen Wasserfahrt aus Anlass der Hochzeit des Prince of Wales, dem späteren George III. mit der Prinzessin von Sachsen Gotha am 26. April 1736 erklungen sein soll.
Diese Vermutung basiert lediglich auf der Tatsache, dass Händel den Hymnus Sing unto God für diese Hochzeit komponierte. Hans Ferdinand Redlich spekuliert, dass aus diesem Anlass die von ihm angenommene dritte Suite sich von der zweiten abgespalten hat. Für diese These führt er Notenquellen an, die die Sätze der Suiten mischen. Diese These lässt sich aber nach aktuellem Forschungsstand nicht halten. Daher gilt lediglich die Aufführung der Wassermusik am 17. Juli 1717 als historisch gesichert.
Händels Autograph ist verschollen. Erst im Oktober 2004 entdeckte Terence Best ein frühes Manuskript von Händels Hauptkopisten von 1718 mit der Satzreihenfolge 1–22. Bis dato galten eine Transkription für Tasteninstrument (Claviertranskription) von 1721 aus der Hand des Kopisten John Christopher Smith senior sowie eine Transkription aus dem Clavierbuch aus dem Besitz von Elizabeth Legh von 1722 ebenfalls von Christopher Smith senior niedergeschrieben und eine Partiturabschrift, die vermutlich auf 1731/32 zu datieren ist, als älteste Quellen für Händels Wassermusik. Die frühe Claviertranskription von 1721 enthält nicht alle Sätze. Sie sind zwar in der Partiturabschrift von 1731/32 1731/31 alle vorhanden, allerdings in leicht geänderter Reihenfolge (1–6, 8, 9, 7, 10–22). Dahingegen weist das Manuskript von 1718 und die Transkription aus dem Clavierbuch aus dem Besitz von Elizabeth Legh von 1722 die gleiche Satzreihenfolge auf (1–22). Später im Zeitraum zwischen 1738 und 1743 handschriftlich angefertigte vollständige Partituren haben alle Unterschiedliche Satzreihenfolgen. Ihnen gemein ist aber, dass das Trompetenmenuett (Nr. 22) nicht mehr den Zyklus abschließt, sondern nach dem zweiten für Trompeten besetzten Stück (Nr. 12) kommt. Der Partiturabschrift von John Christopher Smith senior (1683–1763) aus der Henry Barrett Lennard Collection, die etwa um 1738 entstand, fehlt der Satz Nr. 10. Ansonsten folgt sie der späteren Suiten-Reihenfolge (1–10, 11, 12, 16, 17, 13–15, 18, 15). Die 1743 ebenfalls von John Christopher Smith senior geschriebenen Partitur enthält wieder den 10. Satz, aber endet doch wieder mit den Holzbläser-Sätzen (1–12, 22, 16, 17, 13–15, 18–21). Der erste veröffentlichte Druck unter dem Titel „THE CELERBRATED WATER MUSICK IN SEVEN PARTS“ ediert von J. Walsh erschien 1733/34. Er enthält nicht alle Sätze, aber interessanterweise Angaben, dass der Bass von Cembalo oder Kontrabass gespielt werden soll („a Thorough Bass for the HARPSICORD or BASS VIOLIN“). Die erste vollständig gedruckte Partitur edierte 1788 Samuel Arnold für eine unvollständig gebliebenen Gesamtausgabe. Bei der Reihenfolge der Sätze orientierte sich Arnold an dem Clavierbuch aus dem Besitz von Elizabeth Legh von 1722 (1-22). Friedrich Chrysander wiederum übernahm 1886 ungeprüft Arnolds Reihenfolge.
Die Chrysander-Ausgabe bildete bis Mitte des 20. Jahrhunderts den Standard. Das Studium der 1950 entdeckten Partiturabschrift von John Christopher Smith senior (1683–1763) aus der Henry Barrett Lennard Collection von 1738 führte Experten wie Thurston Dart zur Annahme, dass die Reihenfolge der Sätze nach Instrumentierung und Tonarten sortiert und in drei Suiten umgestellt wurde. So entfallen auf die erste Suite, die Hornsuite in F-Dur, die Sätze Nr. 1-10, auf die zweite, die Trompetensuite, in D-Dur die Sätze Nr. 11, 12, 16, 17, 22 und auf die dritte, die Flötensuite in G-Dur die Sätze Nr. 13–15, 18–21. Die sehr verbreitete Ausgabe von 1959 übernahm diese Unterteilung in drei Suiten. Ebenso wie Brian Priestman 1959 deklarierte so auch Roger Fiske 1973 in der Ausgabe, dass die erste Suite in F-Dur für eine Wasserfahrt 1715 geschrieben wurde, um 1717 durch die Teile der zweiten Suite in D-Dur ergänzt wurde. Ihnen zur Folge wurde 1717 die zweite Suite in D-Dur mit ergänzend durch die umgearbeiteten Sätzen der erste Suite auf der Themse dargeboten. Am gleichen Tag soll in Chelsea dann die dritte Suite als Untermalung des Abendessens gespielt worden sein. Bernd Baselt geht in seinem 1978–1986 erstellten Werkverzeichnis noch einen Schritt weiter und teilt allen drei Suiten unterschiedliche Anlässe und Entstehungsdaten zu. So sei die erste Suite 1715, die zweite 1717 und die dritte 1736 entstanden. Ebenso manifestiert Baselt in seinem Werkverzeichnis die Gliederung in die drei Suiten durch die Vergabe der HWV-Nummer (348/1-350/22). In der zuvor erschienenen Gesamtausgabe aus den 1960er Jahren floss die Gliederung in die drei Suiten auch ein. Der Herausgeber Hans Ferdinand Redlich schrieb dazu: „Für praktische Aufführungszwecke wird sich die hier durchgeführte Teilung des gesamten Materials in drei Suitenkomplexe empfohlen. Diese drei Suiten können natürlich auch gekürzt und in Auswahl dargeboten werden. Keinesfalls sollten jedoch die drei scharf gesonderten Tonartenkreise des F, D und G vermengt werden.“
Parallel zu der Annahme, dass die Wassermusik in drei Suiten unterteilt ist, festigte sich in Kreisen der historisch-informierten Aufführungspraxis die Erkenntnis, dass es lediglich zwei Suiten seien. Dabei orientierte man sich an der Chrysander-Ausgabe von 1886. So fasste Trevor Pinnock 1983 in einer Aufnahme mit The English Concert die ersten Sätze zu einer Suite in F-Dur zusammen (Nr. 1–10). Die zweite Suite umschließt bei ihm D- und G-Dur Sätze (Nr. 11-22). Die Reihenfolge folgte der Chrysander-Ausgabe und wich damit von der üblichen Suiten-Reihenfolge ab. Durch den Fund des Manuskriptes von 1718 durch Terence Best 2004 und der Einordnung von ihm und Christopher Hogwood in der aktuellen Gesamtausgabe 2007 wurde diese Reihenfolge bestätigt.

## Rezeption
Historisch lässt sich lediglich nachweisen, dass die Wassermusik am 17. Juli 1717 als Begleitmusik zu einer Wasserfahrt erklungen ist. In den 1720er bis 1740er Jahren erklang sie als Begleitmusik für Theaterstücke in mehreren Londoner Theatern. Dabei wurde sie für den Zweck der Aufführung bearbeitet. Nur einzelne Sätze wurden gespielt, Pauken kamen zum Einsatz und wahrscheinlich auch ein Cembalo als Continuo-Instrument.
Letzteres ist aber Spekulation, die auf der damaligen Aufführungspraxis basiert, konkrete Belege gibt es dafür nicht. 1743 unter dem Titel „HANDEL'S Celebrated WATERMUSIC Compleat. Set for HARPSICORD“ eine Bearbeitung der Wassermusik für Cembalo. Spätestens seit dieser Bearbeitung gilt die Verwendung eines Cembalo als Continuo in Konzertaufführungen mit Orchester als wahrscheinlich.
Außerdem wurde Händels Musik auch zu Lehrzwecken verwendet. Zwischen 1746 und 1770 erschien sie in mehrere Lehrwerke für Querflöte, Horn und Violine. Zusätzlich arrangierte man Nr. 7 und 18, 22 als einzelne, eigenständige Instrumentalstücke und sogar als Lied.
Heute gehört die Wassermusik neben der Feuerwerksmusik zu den bekanntesten Werken Händels und ist im Konzertrepertoire fest verankert.